# Fossombronia angulosa
Fossombronia angulosa är en bladmossart som först beskrevs av James Jacobus J. Dickson, och fick sitt nu gällande namn av Giuseppe Raddi. Fossombronia angulosa ingår i släktet bronior, och familjen Fossombroniaceae. Inga underarter finns listade i Catalogue of Life.